# Solís (Uruguay)
Solís es una localidad y balneario uruguayo del departamento de Maldonado. Integra el municipio de Solís Grande.

## Geografía
La localidad se ubica sobre la desembocadura del arroyo Solís Grande en el Río de la Plata, sobre la ruta 10, en su intersección con la ruta Interbalnearia. El balneario dista 85 km de Montevideo y 13 km de Piriápolis. Limita al oeste con el balneario Jaureguiberry, perteneciente al departamento de Canelones, del cual está separado por el arroyo Solís Grande, y al este con el balneario Bella Vista, siendo el arroyo Espinas el límite entre ellos.
Por su ubicación geográfica tiene un clima templado y húmedo. Esto se debe a su cercanía al Río de la Plata. Llueve uniformemente todo el año y en la temporada de verano tiene un clima ideal para la playa.

## Historia

Balneario Solís, durante una excusión organizada por la Oficina de Propaganda de Informaciones de la Intendencia de Montevideo. 1928.

Desde sus comienzos se relacionó con su actividad turística, el balneario era visitado en sus inicios por los ingleses, que en ese momento se encargaban de la construcción y administración del ferrocarril. Las primeras edificaciones del balneario datan de la década de 1920, contando en 1950 ya con 3 hoteles, el Hotel Solís, el Hotel Chajá y el Hotel Alción. Este último hotel fue el único que siguió funcionando y en donde se ubicaba la colonia de vacaciones del Sindicato Médico del Uruguay. En la actualidad, permanece cerrado al público. La empresa alemana Keller & Cia, está proyectando desembarcar en la ciudad para invertir en dicho predio.
El balneario se ha desarrollado turísticamente, manteniendo sus características de tranquilidad, enjardinado, y su entorno natural.
Una de las primeras construcciones fue la del Sr. Miguel Espinosa, que data del año 1924.

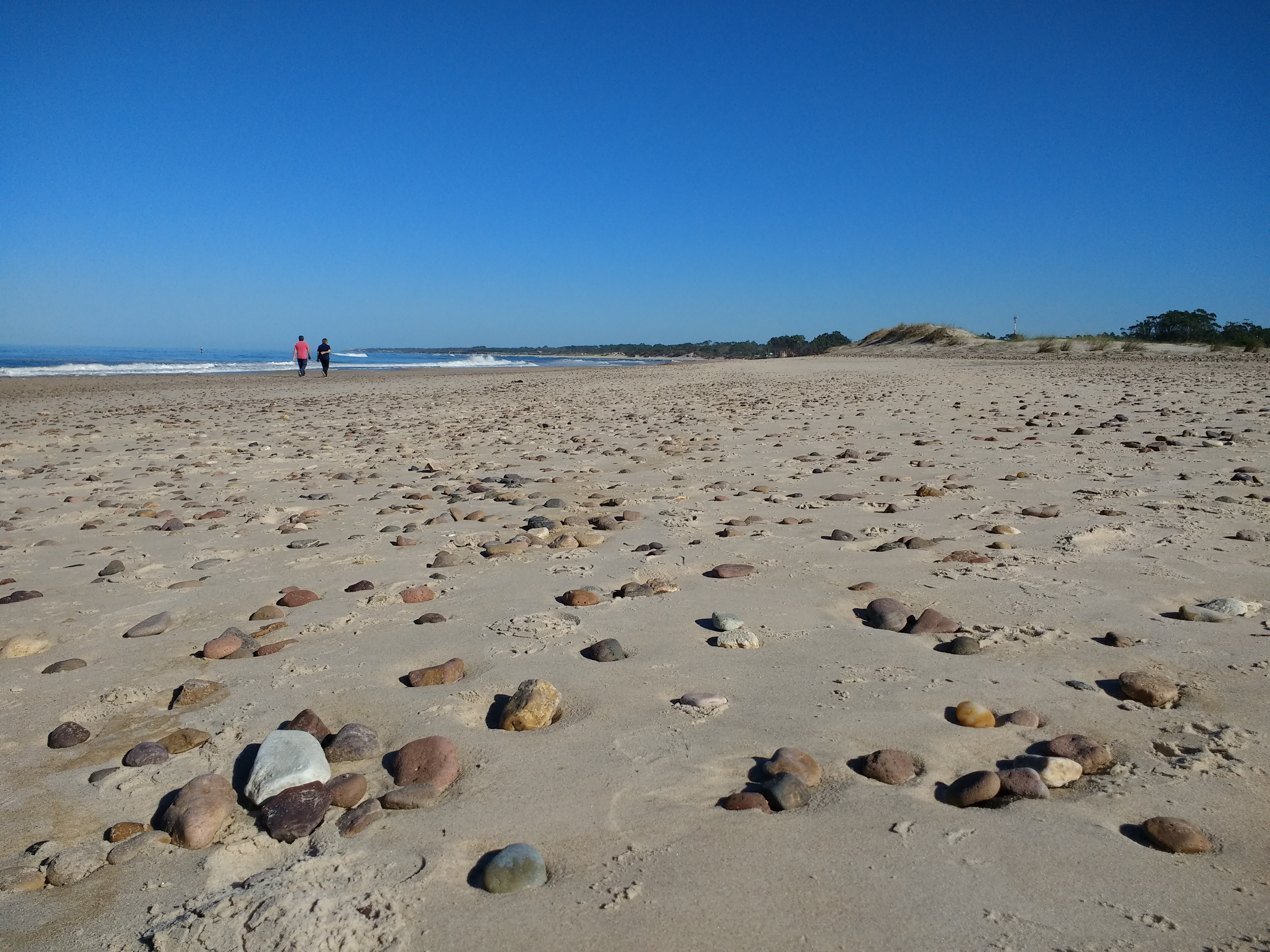
Playa Solís

HOTEL SOLÍS: Ubicado sobre la ruta Interbalnearia, lado norte. Fue concebido como casco de estancia, cuya construcción encargaron los hermanos Barreira. El hermoso parque que lo rodea fue proyectado por el Ing. Jaureguiberry el mismo que le da nombre al balneario vecino. Cuenta con un parque de más de 15 hectáreas y puede ser visitado por el público. Las visitas no tienen costo pero requieren reserva previa.

## Población
Según el censo de 2011 el balneario contaba con una población permanente de 288 habitantes, número que se ve incrementado durante la temporada de verano.
| 225           | 289 | 310 | 342 | 303 | 288 |
| (Fuente: INE) |     |     |     |     |     |